# Begonia segregata
Espèce
Begonia segregata est une espèce de plantes de la famille des Begoniaceae.
L'espèce fait partie de la section Gobenia.
Elle a été décrite en 1960 par Lyman Bradford Smith (1904-1997) et Bernice Giduz Schubert (1913-2000).

## Répartition géographique
Cette espèce est originaire des pays suivants : Colombie ; Équateur.